# Кабаков Іван Дмитрович
Іван Дмитрович Кабаков (13 [25] листопада 1891, село Княж-Павлово Княгинського повіту Нижньогородської губернії, тепер Нижньогородської області, Російська Федерація — розстріляний 30 жовтня 1937, Москва) — радянський партійний і державний діяч, відповідальний секретар Ярославського губкому РКП(б) (1922—1924), відповідальний секретар Тульського губкому РКП(б) (1924—1928), голова Уральського облвиконкому (1928—1929), перший секретар Уральського обкому ВКП(б) (1929—1934), перший секретар Свердловського обкому ВКП(б) (1934—1937). Обирався членом ВЦВК і ЦВК СРСР (1922—1937). Був делегатом XI—XVII з'їздів ВКП(б). Кандидат у члени ЦК ВКП(б) у 1924—1925 роках. Член ЦК ВКП(б) у 1925—1937 роках.

## Біографія
Народився в селянській родині. У 1900 році закінчив сільську церковнопарафіяльну школу в селі Большая Якшень Княгинського повіту Нижньогородської губернії. Навчався в двокласному міністерському училищі села Ічалки Арзамаського повіту Нижньогородської губернії, навчання не закінчив.
З березня 1907 по вересень 1913 року працював у господарстві батьків у селі Княж-Павлово Княгинського повіту.
З вересня 1913 по березень 1917 року — слюсар вагонно-механічного цеху № 13 Сормовського заводу в місті Сормова біля Нижнього Новгороду.
Член РСДРП(б) з грудня 1914 року.
Після Лютневої Революції з березня по червень 1917 року — член Сормовської та Нижньогородської рад робітничих депутатів Нижньогородської губернії, член контрольної комісії та секретар відділу праці Сормовського заводу.
З червня по вересень 1917 року працював слюсарем депо станції Лукоянов Московсько-Казанської залізниці Нижньогородської губернії. У жовтні — листопаді 1917 року — слюсар чавуноливарного цеху Сормовського заводу.
У грудні 1917 — квітні 1918 року — член провінційного відділу Нижньогородської ради, комісар з організації повітових рад у Нижньогородській губернії.
У квітні 1918 — квітні 1919 року — голова Семенівського повітового комітету РКП(б), голова виконавчого комітету Семенівської повітової Ради Нижньогородської губернії.
З квітня по серпень 1919 року — завідувач Нижньогородського міського фінансового відділу, заступник голови Нижньогородської міської ради.
У серпні — жовтні 1919 року — завідувач агітаційного відділу Нижньогородського губернського комітету РКП(б).
З жовтня 1919 року — командир загону Червоної армії, брав участь в обороні Воронежа.
У жовтні 1919 — січні 1920 року — інструктор Воронезького губернського комітету РКП(б).
20 січня 1920 — липень 1921 року — голова Воронезької міської ради.
У липні 1921 — січні 1922 року — голова Комісії з перегляду, перевірки та очищення партійних рядів Башкирської АРСР.
У січні 1922 — лютому 1924 року — відповідальний секретар Ярославського губернського комітету РКП(б).
У лютому — червні 1924 року — інструктор ЦК РКП(б); завідувач організаційного відділу Тульського губернського комітету РКП(б).
У червні 1924 — квітні 1928 року — відповідальний секретар Тульського губернського комітету РКП(б).
У квітні 1928 — квітні 1929 року — голова виконавчого комітету Уральської обласної ради в місті Свердловську.
У січні 1929 — 22 січня 1934 року — 1-й секретар Уральського обласного комітету ВКП(б).
22 січня 1934 — 22 травня 1937 року — 1-й секретар Свердловського обласного комітету ВКП(б). Одночасно з 23 січня по травень 1937 року — 1-й секретар Свердловського міського комітету ВКП(б). Вважався популярним і авторитетним керівником, був організатором будівництва на Уралі великих промислових підприємств.
18 травня 1937 року заарештований, на червневому пленумі ЦК ВКП(б) 1937 року (XI Пленум ЦК ВКП(б) 23-29 червня 1937 р.), був виключений з партії «за приналежність до контрреволюционному нахилу правих», 30 жовтня (за деякими даними, 3 жовтня) 1937 року — розстріляний. Похований на Донському цвинтарі Москви.
17 березня 1956 року реабілітований, у доповіді Хрущова XX з'їзду КПРС арешт Кабакова згадувався як приклад порушення законності. Посмертно поновлений в членах КПРС 22 березня 1956 року.

## Родина
Дружина — Виногорадова Валентина Іванівна. Росіянка. Народилася в 1900 році у Тулі. Працювала власним кореспондентом газети «Правда» в Свердловську, була студенткою Інституту Марксизму-Ленінізму.
Заарештована 24 травня 1937 року. Засуджена 13 січня 1938 р. до вищої міри покарання і в цей же день розстріляна.

## Нагороди
- Орден Леніна (№ 1380, 20.12.1935)[5].

## Пам'ять
У січні 1934 року місто Надєждінськ Свердловської області в честь Кабакова був перейменований в Кабаковск. Але вже у 1937 році був перейменований назад в Надєждинск (з 1939 року — місто Сєров). До 1937 року ім'я Кабакова носив Верх-Ісетський металургійний завод.

## Електронні інформаційні ресурси
- Біографія В. Д. Кабакова у Вільній енциклопедії Уралу  [Архівовано 15 березня 2022 у Wayback Machine.]